# Satz von Cantor
Der Satz von Cantor besagt, dass eine Menge {\displaystyle \,A} weniger mächtig als ihre Potenzmenge {\displaystyle {\mathcal {P}}(A)} (der Menge aller Teilmengen) ist, dass also {\displaystyle |A|<|{\mathcal {P}}(A)|} gilt. Er stammt vom Mathematiker Georg Cantor und ist eine Verallgemeinerung von Cantors zweitem Diagonalargument. Der Satz ist in allen Modellen gültig, die das Aussonderungsaxiom erfüllen.
Bemerkung: Der Satz gilt für alle Mengen, insbesondere auch für die leere Menge, denn {\displaystyle {\mathcal {P}}(\emptyset )=\{\emptyset \}} ist einelementig. Allgemein gilt für endliche Mengen, dass die Potenzmenge einer {\displaystyle n}-elementigen Menge {\displaystyle 2^{n}} Elemente hat. Da stets {\displaystyle n<2^{n}}, ist der Satz von Cantor für endliche Mengen klar, er gilt aber eben auch für unendliche Mengen.

## Beweis
Offensichtlich gilt {\displaystyle |A|\leq |{\mathcal {P}}(A)|}, da {\displaystyle x\mapsto \{x\}} eine injektive Abbildung {\displaystyle A\to {\mathcal {P}}(A)} ist.
Wir wollen nun zeigen, dass es keine surjektive Abbildung {\displaystyle A\to {\mathcal {P}}(A)} geben kann.
Um einen Widerspruch zu erhalten, nehmen wir an, dass es doch eine surjektive Abbildung {\displaystyle f\colon A\to {\mathcal {P}}(A)} gibt.
Wir definieren nun {\displaystyle M:=\{x\in A\mid x\not \in f(x)\}}. Aufgrund des Aussonderungsaxioms ist {\displaystyle M} eine Menge und somit {\displaystyle M\in {\mathcal {P}}(A)}. Wegen der Annahme, dass {\displaystyle f} surjektiv ist, gibt es ein {\displaystyle a\in A} mit {\displaystyle f(a)=M}. Dann gilt aber nach Definition von {\displaystyle M}:
{\displaystyle a\in f(a)=M\,\iff a\notin f(a)}
Dieser Widerspruch zeigt, dass die Annahme falsch ist und es keine surjektive Abbildung {\displaystyle A\to {\mathcal {P}}(A)} geben kann – dann kann es aber erst recht keine bijektive Abbildung geben, was den Fall {\displaystyle |A|=|{\mathcal {P}}(A)|} ausschließt, und wir wissen {\displaystyle |A|<|{\mathcal {P}}(A)|}.

## Historisches
Cantor lieferte einen ersten Beweis in seiner Abhandlung Über eine elementare Frage der Mannigfaltigkeitslehre von 1890. Hierfür zeigte er, dass die Menge aller Funktionen {\displaystyle g\colon A\to {\mathcal {\{}}0,1\}} mächtiger ist als {\displaystyle A} selbst, wobei die Menge der Funktionen {\displaystyle g} die gleiche Mächtigkeit wie die Potenzmenge von {\displaystyle A} besitzt (siehe Potenzmenge#Charakteristische Funktionen). Weitere Beweise stammen von Felix Hausdorff in Grundzüge der Mengenlehre (1914) und von Ernst Zermelo in Untersuchungen über die Grundlagen der Mengenlehre (1908).

## Zusammenhang mit Cantors weiteren Arbeiten
Man kann die Überabzählbarkeit der Menge der reellen Zahlen auch über den Satz von Cantor beweisen, wenn wir wissen, dass {\displaystyle |\mathbb {R} |=|{\mathcal {P}}(\mathbb {N} )|}. Denn dann ist {\displaystyle |\mathbb {N} |<|\mathbb {R} |=|{\mathcal {P}}(\mathbb {N} )|}.
Des Weiteren lässt sich mit dem Satz von Cantor die zweite Cantorsche Antinomie zeigen. Diese besagt, dass die Allklasse {\displaystyle \{x\mid x=x\}} keine Menge ist, sondern eine echte Klasse. Denn nach Definition wäre die Potenzmenge der Allklasse eine Teilmenge derselben, was dem Satz von Cantor widerspricht.